# Barbie (film)
Barbie este un film de comedie fantasy din 2023 regizat de Greta Gerwig, care l-a scris împreună cu Noah Baumbach⁠(d). Bazat pe păpușile de modă Barbie de Mattel, este primul film cu acțiune în direct Barbie după multe filme animate pe computer direct-to-video și de televiziune în flux. Filmul îi are în rolurile principale pe Margot Robbie în rolul Barbie și Ryan Gosling în rolul lui Ken, care pleacă într-o călătorie de auto-descoperire după expulzarea lor din utopicul Ținut Barbie. În roluri secundare apar America Ferrera⁠(d), Kate McKinnon⁠(d), Issa Rae, Rhea Perlman⁠(d) și Will Ferrell.
Un film cu acțiune în direct Barbie a fost anunțat în Septembrie 2009 de Universal Pictures pentru prima dată cu Laurence Mark⁠(d) producând, dar dezvoltarea a început în Aprilie 2014, când Sony Pictures a achiziționat drepturile de film ale personajului. În urma mai multor schimbări de scriitor și regizor și de distribuția lui Amy Schumer și mai târziu a lui Anne Hathaway în rolul titular, Sony a pierdut drepturile, care au fost transferate către Warner Bros. Pictures în Octombrie 2018, cu Robbie fiind cast în 2019. Gerwig a fost anunțat ca regizor și co-writer cu Baumbach în 2021. Gosling și restul distribuției au fost anunțați la începutului 2022. Filmările au avut loc în Warner Bros. Studios, Leavesden în Anglia din martie până în iulie 2022.
Barbie a fost premierat la The Shrine în Los Angeles pe 9 Iulie 2023 și este programată să fie lansată în cinematografe în Statele Unite ale Americii și Regatul Unit pe 21 iulie 2023, de Warner Bros. Pictures.

## Rezumat
După ce au fost expulzați din Țara Barbie utopică pentru că sunt păpuși mai puțin decât perfecte, Barbie și Ken pleacă într-o călătorie de auto-descoperire în lumea reală.

## Distribuția
- Margot Robbie ca Barbie[7]
- Ryan Gosling ca Ken⁠(d)[8]
- America Ferrera⁠(d) ca Gloria, o angajată Mattel care o găsește pe Barbie în lumea reală[9]
- Kate McKinnon⁠(d) ca Barbie ciudată[10][11]
- Issa Rae ca președinte Barbie[12][11]
- Rhea Perlman⁠(d) ca Ruth Handler[13]
- Will Ferrell în calitate de CEO al Mattel[14]
- Diferite variante ale Barbie jucate de:
  - Hari Nef⁠(d) ca Dr. Barbie[11]
  - Alexandra Shipp ca scriitoarea Barbie[15][11]
  - Emma Mackey⁠(d) ca fizicianul Barbie[16][11]
  - Sharon Rooney⁠(d) ca avocata Barbie[12]
  - Dua Lipa ca Barbie Sirena[17][11]
  - Nicola Coughlan⁠(d) ca Barbie Diplomat[12][11]
  - Ana Cruz Kayne⁠(d) ca judecător Barbie[12][11]
  - Ritu Arya⁠(d) ca jurnalistă Barbie[12][11]
- Diferite variante ale lui Ken interpretate de:
  - Kingsley Ben-Adir⁠(d)[12]
  - Simu Liu⁠(d)[18][19][11]
  - Scott Evans⁠(d)[12]
  - Ncuti Gatwa[18][12]
  - John Cena ca Merman Ken[20]
- Helen Mirren ca naratoarea[11]
- Emerald Fennell ca Midge⁠(d)[12]
- Michael Cera ca Allan⁠(d)[11]
- Ariana Greenblatt⁠(d) ca Sasha, fiica Gloriei[21][22]
- Jamie Demetriou⁠(d) ca angajat Mattel
- Connor Swindells⁠(d) ca Aaron Dinkins, un stagiar Mattel
- Ann Roth⁠(d) ca o bătrână care o întâlnește pe Barbie[23]

În plus, Marisa Abela⁠(d) a fost distribuită într-un rol nedezvăluit.

## Producția

### Dezvoltarea
Dezvoltarea unui film bazat pe linia de jucării Barbie a început în septembrie 2009, când a fost anunțat că Mattel a semnat un parteneriat pentru a dezvolta proiectul cu Universal Pictures și cu Laurence Mark⁠(d) ca producător, dar nimic nu s-a realizat. În aprilie 2014, Mattel a făcut echipă cu Sony Pictures pentru a produce filmul, care ar avea ca Jenny Bicks⁠(d) să scrie scenariul și Laurie Macdonald⁠(d) și Walter F. Parkes⁠(d) să producă prin bannerul Parkes+MacDonald Image Nation⁠(d) pe care l-au creat. Filmând la acea vreme era anticipat să înceapă până la sfârșitul anului. În martie 2015, Diablo Cody a fost inclus în proiect pentru a rescrie scenariul, iar Amy Pascal⁠(d) s-a alăturat echipei de producători. Sony ar fi făcut din nou rescrieri ale scenariului mai târziu în acel an, angajând pe Lindsey Beer, Bert V. Royal⁠(d) și Hillary Winston pentru a scrie schițe separate.
În decembrie 2016, Amy Schumer a intrat în negocieri pentru a juca rolul principal cu scenariul lui Winston; Schumer a ajutat la rescrierea scenariului împreună cu sora ei, Kim Caramele. În Martie 2017, Schumer a ieșit din negocieri, dând vina pe conflictele de programare cu începerea filmărilor planificată pentru Iunie 2017; în 2023, ea a dezvăluit că a părăsit proiectul din cauza diferențelor creative cu producătorii filmului la acea vreme. În Iulia aia, Anne Hathaway a fost luată în considerare pentru rolul principal, Sony angajând-o pe Olivia Milch pentru a rescrie scenariul și apropiindu-se Alethea Jones⁠(d) de regizor, ca mijloc de a-l interesa pe Hathaway să semneze. Jones a fost atașat la regizor până în martie 2018. Cu toate acestea, expirarea opțiunii Sony privind proiectul în octombrie 2018 și transferul acestuia către Warner Bros. Pictures ar vedea plecările lui Hathaway, Jones, Macdonald, Parkes și Pascal. Margot Robbie avea să intre în discuții timpurii pentru acest rol, Patty Jenkins⁠(d) fiind luată în considerare pentru scurt timp pentru funcția de regizor. Castingul lui Robbie a fost confirmat în iulie 2019, cu Greta Gerwig și Noah Baumbach⁠(d) scriind acum scenariul. Gerwig se va semna pentru a regiza și filmul în Iulie 2021. Robbie a declarat că scopul filmului este de a submina așteptările și de a oferi publicului „lucru pe care nu știai că îl dorești”.

### Scenariul
Gerwig și Baumbach au primit deplină libertate creativă în scrierea filmului. Ei au colaborat la scenariu în timpul blocajelor din cauza pandemiei de COVID-19 din 2020-2021 și au descris procesul de scriere ca fiind „deschis” și „gratuit”. Filmul lui Gerwig a constat într-un poem abstract despre Barbie, influențat de Crezul Apostolilor. Pentru arcul narativ, ea a fost parțial inspirată din cartea non-ficțiune Reviving Ophelia de Mary Pipher⁠(d) din 1994, care prezintă efectele presiunilor societale asupra adolescentelor americane. Ea și-a găsit inspirație și în muzicale clasice Technicolor, cum ar fi The Red Shoes (1948) și The Umbrellas of Cherbourg (1964), despre care a citat-o spunând: „Au un nivel atât de ridicat de ceea ce am ajuns să numim artificialitate autentică. Ai un cer pictat într-o scenă sonoră. Ceea ce este o iluzie, dar este și cu adevărat acolo. Fundalul pictat este cu adevărat acolo. Tangibilitatea artificiului este ceva la care ne-am tot întors”. A fost influențată și de experiențele ei din copilărie cu păpușa, deoarece mama ei o descurajase să cumpere păpușile, dar în cele din urmă i-a permis.
Gerwig descrisese filmul ca fiind anarhic, dezgustător și umanist. Ea simțise că filmul provine din „izolarea profundă a pandemiei ”, opinând replica în care Margot Robbie spune „V-ați gândit vreodată să muriți?” exemplificând natura anarhică a filmului. Ea a găsit, de asemenea, ideea ca Barbie să fie „constrânsă în mulțimi”, deoarece „toate aceste femei sunt Barbie și Barbie sunt toate aceste femei” ca fiind „trippy” și, prin urmare, a simțit că Barbie nu avea nevoie să aibă propria ei personalitate. viața pe măsură ce era în acord cu mediul ei. Ea a descris, de asemenea, povestea ca oglindind creșterea călătoriei unei fete de la copilărie la adolescență, deși ea nu a considerat că este un film de maturizare și a simțit că în cele din urmă filmul „se termină, într-adevăr, să fie uman”. În primul rând, ea și-a început să scrie interpretând-o pe Barbie ca trăind într-o utopie și, în cele din urmă, experimentând realitatea, unde va trebui să „confrunte toate lucrurile care erau ferite de ele în acest loc [Barbieland]”. Ca atare, ea a ales să păstreze o scenă în care apare Barbie lui Robbie să spună unei femei mai în vârstă că este frumoasă, deoarece simțise că acea scenă a reprezentat „inima filmului”. Mai mult, ea a dorit să ofere un „contraargument” lui Barbie, prezentând o scenă în care Barbie află că unele femei nu o plac și a simțit că dă filmului „putere intelectuală și emoțională reală”. Barbie explorează, de asemenea, consecințele negative ale structurilor de putere ierarhice, Gerwig spunând că a extrapolat că „Barbies domnesc și Kens sunt o subclasă” și a simțit că este antitetic cu Planeta Maimuțelor.

### Casting
În octombrie 2021, Ryan Gosling a intrat în negocieri finale pentru a-l juca pe Ken în film. America Ferrera⁠(d), Simu Liu⁠(d) și Kate McKinnon⁠(d) au fost repartizați în februarie 2022. Liu a audiat pentru film după ce agentul său a apreciat scenariul drept unul dintre cele mai bune pe care le-au citit vreodată. În martie 2022, s-a descoperit că Ariana Greenblatt⁠(d), Alexandra Shipp și Emma Mackey⁠(d) sunt în distribuție. Will Ferrell s-a alăturat distribuției în aprilie, alături de Issa Rae, Michael Cera, Hari Nef⁠(d), Kingsley Ben-Adir⁠(d), Rhea Perlman⁠(d), Ncuti Gatwa, Emerald Fennell, Sharon Rooney⁠(d), Scott Evans⁠(d), Ana Cruz Kayne⁠(d), Connor Swindells⁠(d), Ritu Arya⁠(d) și Jamie Demetriou⁠(d).
În timpul procesului de casting, Gerwig și Robbie au căutat actrițe cu „energia Barbie” (care este descrisă ca „o anumită combinație inefabilă de frumusețe și exuberanță”). Mackey a dezvăluit într-un interviu din 2022 cu Empire că o mare parte din distribuția secundară va juca diverse iterații ale lui Barbie și Ken. Într-un interviu pentru Vogue în mai 2023, Robbie a dezvăluit că o vrea pe actrița Gal Gadot ca Barbie pentru film, dar Gadot nu a fost disponibil din cauza programării. Helen Mirren a povestit trailerul filmului și a filmat, de asemenea, un scurt cameo pentru film. Gerwig a căutat colaboratori frecventi Timothee Chalamet și Saoirse Ronan pentru apariții cameo, dar niciunul nu a fost disponibil.

### Filmarea
Fotografia principală a început în martie 2022 la Warner Bros. Studios, Leavesden în Anglia și împachetat pe 21 iulie 2022. Printre locațiile de filmare notabile a fost Venice Beach Skatepark⁠(d) din Los Angeles, California. Rodrigo Prieto⁠(d) este director de imagine. Înainte de filmare, Gerwig a organizat o petrecere de pijamă⁠(d) cu membrii distribuției, pentru ca acestea să stabilească relații pozitive, simțind totodată că „ar fi cea mai distractivă modalitate de a începe totul”. Reînregistrările au avut loc în Los Angeles în aprilie 2023.

### Scenografia
Sarah Greenwood⁠(d) și Katie Spencer⁠(d) servesc ca scenograf și, respectiv, decorator al filmului. Pentru [[{{{2}}}|Barbie Dreamhouse]]⁠(en)[traduceți], perechea s-a inspirat din arhitectura modernistă de la mijlocul secolului găsită în Palm Springs⁠(d), inclusiv din Kaufmann Desert House de Richard Neutra⁠(d), precum și din fotografia lui Slim Aarons⁠(d). Gerwig a vrut să surprindă „ceea ce a fost atât de amuzant de distractiv despre Dreamhouses”, făcând aluzie la modelele sale anterioare și a făcut referire la Marea Aventura a lui Pee-wee, picturile lui Wayne Thiebaud⁠(d) și apartamentul lui Gene Kelly în musicalul Technicolor din 1951 , An American in. Paris. „Totul trebuia să fie tactil, pentru că jucăriile sunt, mai presus de toate, lucruri pe care le atingeți”, spunea Gerwig despre utilizarea efectelor practice în loc de CGI pentru a captura cerul și Munții San Jacinto. Designul decorului este, de asemenea, remarcat pentru utilizarea pe scară largă a unei nuanțe specifice de vopsea roz, Pantone 219, care se pare că a dus la o penurie⁠(d) internațională.

### Costumele
Designerul de costume Jacqueline Durran⁠(d), care a colaborat anterior cu Gerwig la Little Women (2019), a folosit o abordare practică pentru a crea garderoba lui Barbie: „Caracteristica definitorie a ceea ce poartă este locul în care merge și ceea ce face, [i]s about a fi. complet îmbrăcat pentru slujba sau sarcina ta”. Pentru a se potrivi cu decorul Barbieland al filmului, Durran și echipa ei au creat costume realizate din aproximativ cincisprezece combinații de culori „care au remarcat ideea unei plaje de pe Riviera Franceză la începutul anilor 1960” și s-au inspirat de la actrița Brigitte Bardot. Pentru ținutele lui Ken, Durran s-a concentrat într-un look compus din haine sport colorate din anii 1980, în timp ce actorul Ryan Gosling a sugerat personajului o lenjerie intimă cu marca Ken. Durran a adaptat îndeaproape ținutele din iterațiile anterioare ale păpușilor Barbie, cum ar fi păpușile „Western Stampin’” din 1993 și păpușile „Hot Skatin’” din 1994. Ea a remarcat că păpușile Barbie sunt „o modalitate foarte utilă de a privi diferite idei despre feminitate : ce înseamnă asta, cui o deține și cui îi este adresată” și a reflectat această idee în modul în care a îmbrăcat personajele. Deși majoritatea hainelor prezentate în film au fost obținute de Durran și echipa ei, aceștia au scos și piese din arhivele de modă ale Chanel.

## Muzică

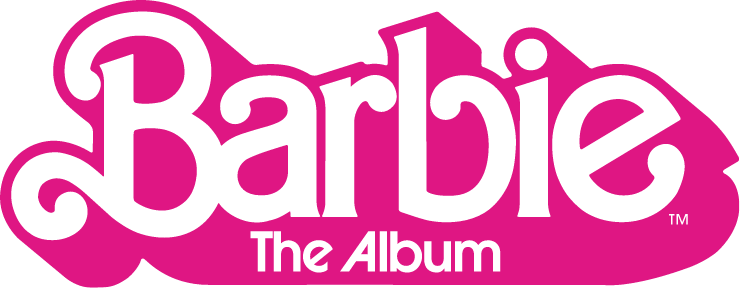
Logo pentru albumul Barbie

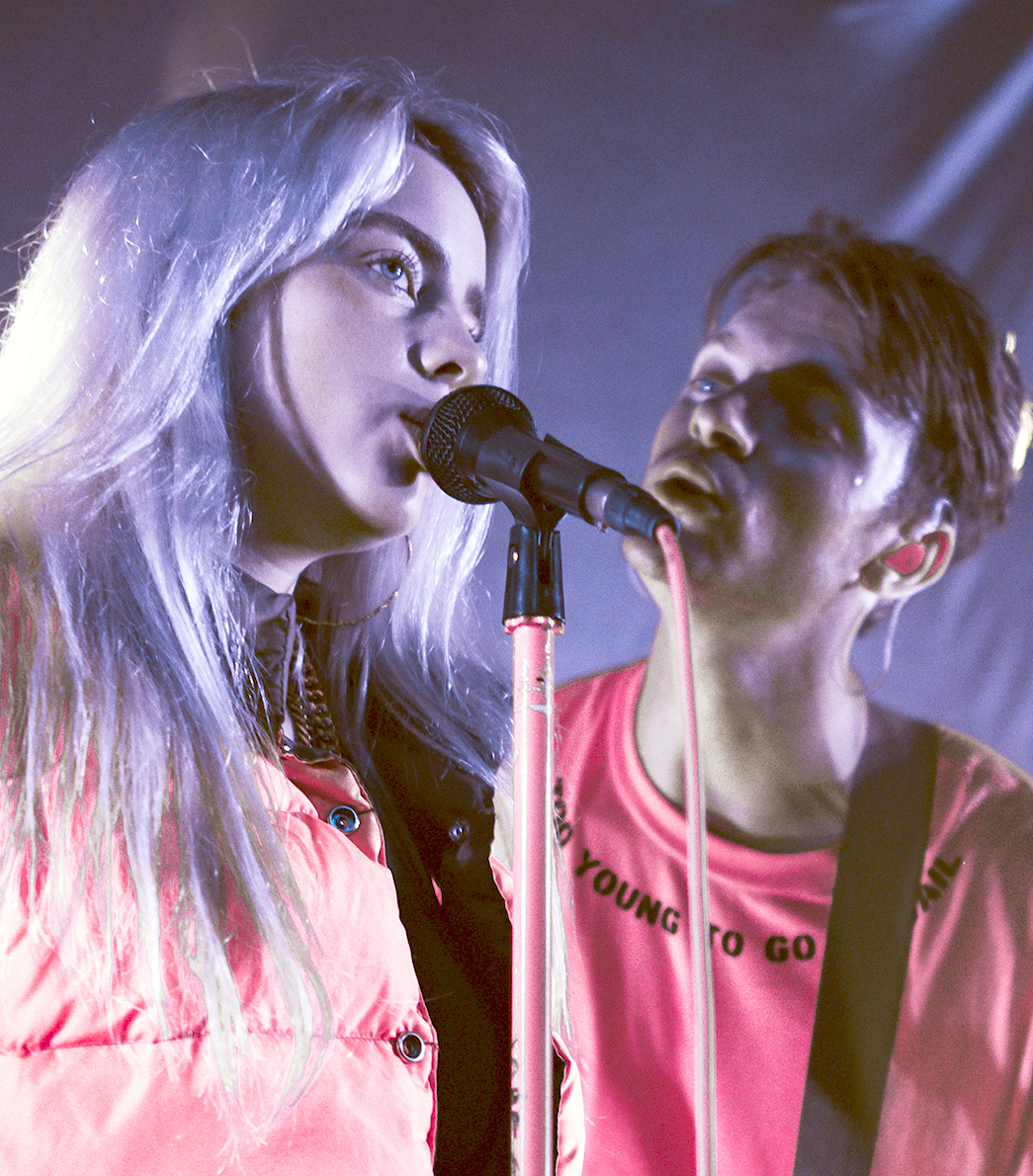
Billie Eilish și fratele ei, Finneas, au compus pentru Barbie single-ul „What Was I Made For?”.

Alexandre Desplat, care a colaborat cu Gerwig la Little Women (2019), urma să facă scorul lui Barbie la începutul lui septembrie 2022. Cu toate acestea, până în mai 2023, Desplat a părăsit proiectul din cauza unor conflicte de programare, Mark Ronson și Andrew Wyatt⁠(d) preluând atribuțiile de punctaj. Pe parcursul unui an, Ronson a fost însărcinat să creeze o coloană sonoră care să se potrivească cu viziunea lui Gerwig pentru Barbie. Pe măsură ce filmul era editat în post-producție, Ronson și Gerwig prezentau scene din film artiștilor pe care îi doreau pe coloana sonoră. 
Coloana sonoră a filmului, Barbie: The Album, va fi lansată pe 21 iulie 2023 și va include melodii de Ava Max, Charli XCX, Dominic Fike⁠(d), Fifty Fifty⁠(d), Gayle⁠(d), Haim⁠(d), Ice Spice, Kali⁠(d), Karol G⁠(d), Khalid, Lizzo⁠(d), Nicki Minaj, PinkPantheress, Tame Impala, Kid Laroi⁠(d), membrii distribuției Ryan Gosling și Dua Lipa și alți artiști urmează să fie anunțați. „ Dance the Night⁠(d) ” de Lipa a fost lansat ca single principal al albumului pe 26 mai 2023. A fost urmat de „ Watati ” de Karol G pe 2 iunie 2023 și de „ Angel ” de PinkPantheress pe 9 iunie 2023. „Barbie World⁠(d)” de Nicki Minaj și Ice Spice a fost lansat ca al patrulea single pe 23 iunie 2023. Cel de-al cincilea single al albumului, „Speed Drive” de Charli XCX, a fost lansat pe 30 iunie 2023. Pe 6 iulie, a fost lansat cel de-al șaselea single al albumului, " Barbie Dreams " de Fifty Fifty și Kaliii. Cel de-al șaptelea single al albumului, „ What was I Made For? ” de Billie Eilish, urmează să fie lansat pe 13 iulie Warner Bros. a lansat un clip de previzualizare cu Ryan Gosling cântând „ I’m Just Ken ” pe 10 iulie
În ciuda așteptărilor fanilor ca melodia din 1997 „ Barbie Girl⁠(d) ” a trupei pop Aqua să apară în film, Ulrich Møller-Jørgensen, managerul solistului Aqua Lene Nystrøm⁠(d), a spus că nu a fost folosit. Variety a speculat că acest lucru s-a datorat relațiilor proaste dintre Mattel și MCA Records, editorul american al cântecului, care s-a angajat într -o serie de procese în legătură cu cântecul din 1997 până în 2002. „Barbie World”, o reluare a cântecului, va fi în schimb prezentată în film. Eșantionează „Barbie Girl”; Aqua este creditat ca interpret și co-scenarist pe piesă. În ciuda faptului că nu a fost inclus în coloana sonoră oficială, Spotify a inclus „Barbie Girl” în lista lor oficială de redare Barbie.

## Marketing

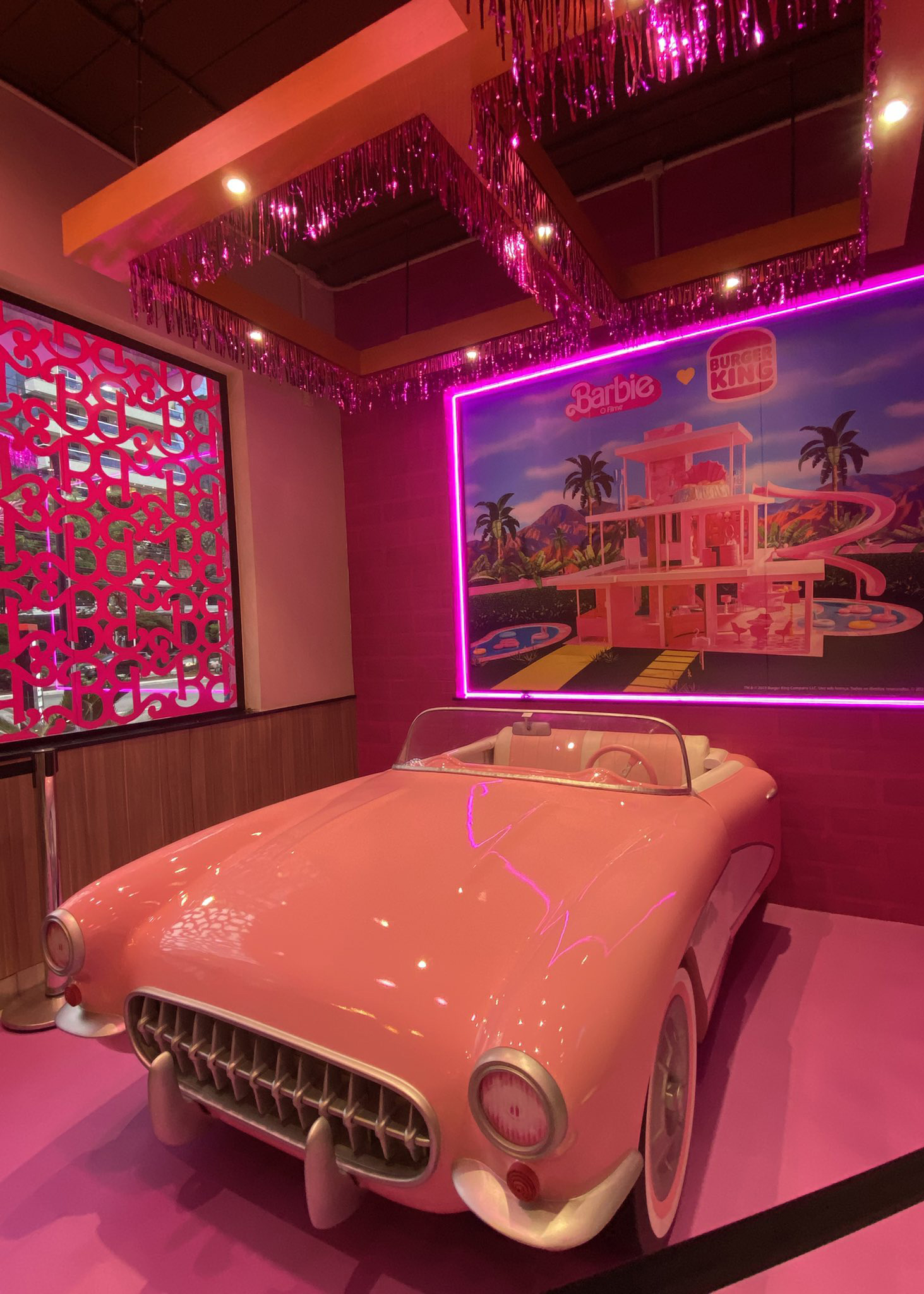
Restaurant Burger King din Brazilia decorat în stilul Barbie

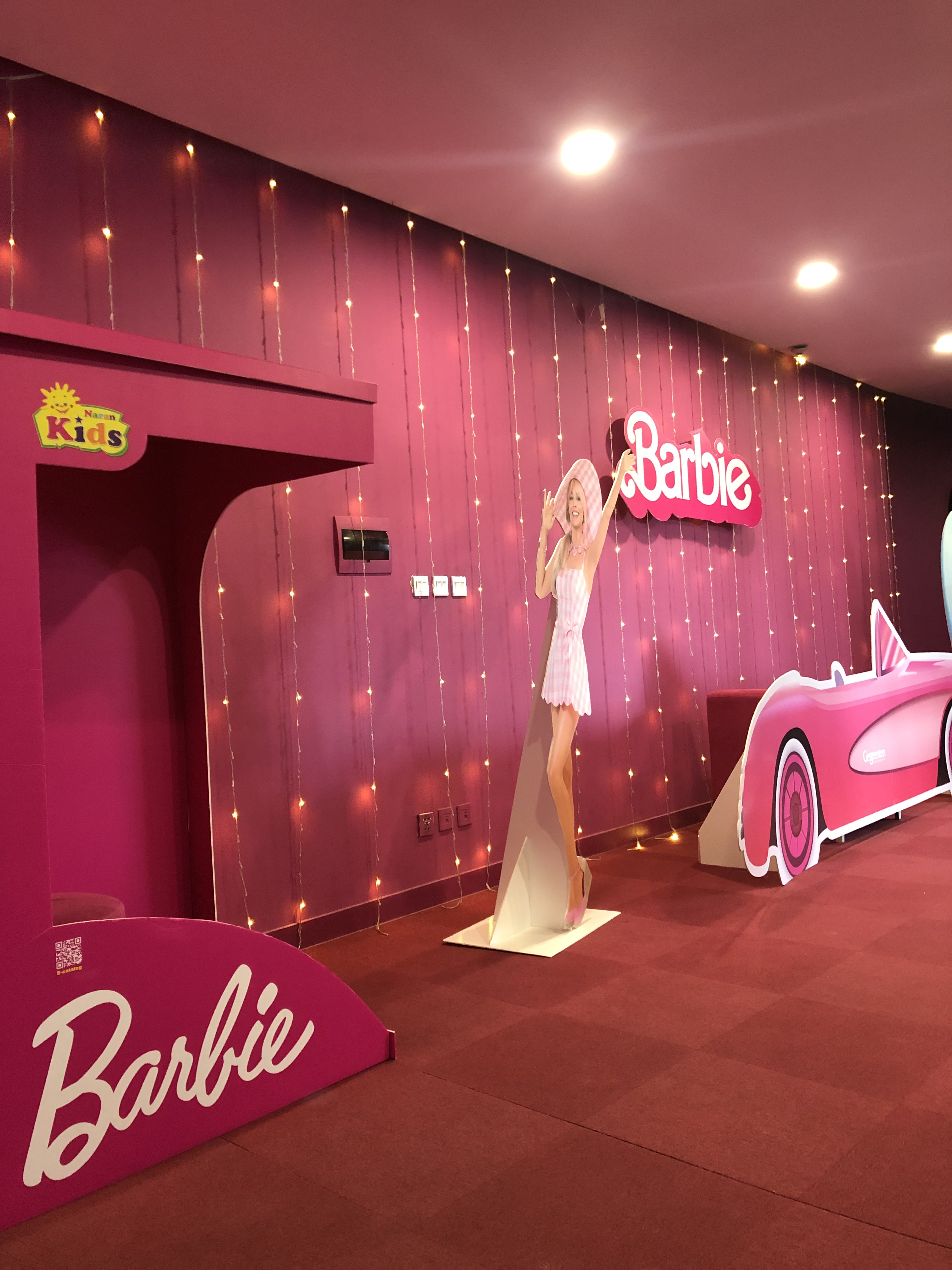
Cinematograf decorat în stilul filmului Barbie

Barbie a fost promovată printr-o campanie extinsă de marketing. În lunile care au precedat lansarea filmului, Mattel a încheiat mai multe parteneriate promoționale și colaborări pe tema Barbie cu diverse mărci, inclusiv Airbnb, Aldo, Bloomingdale's⁠(d), Chi Haircare, Forever 21., Gap, Hot Topic, Krispy Kreme⁠(d) Filipine, Primark, Spirit Halloween, Ulta, și Xbox. În plus, compania-mamă studio Warner Bros. Discovery a promovat filmul prin canalele sale de televiziune, inclusiv o serie de competiții de realitate pentru renovare HGTV intitulată Barbie Dreamhouse Challenge, coprodusă de Mattel Television, care urma să aibă premiera cu puțin timp înainte de lansarea filmului.
O primă imagine a filmului a fost dezvăluită în timpul unei prezentări Warner Bros. la CinemaCon⁠(d) în aprilie 2022. Lansată publicului pe 27 aprilie 2022, imaginea o vedea pe Margot Robbie în rolul Barbie, stând la volanul emblematicului ei Chevrolet Corvette 1956 roz. Collider l-a complimentat pe Robbie în imagine, afirmând: „Această fotografie este doar o dovadă în plus că Robbie a fost făcut să joace acest rol. Arată doar ca o păpușă Barbie care prinde viață – este aproape ciudat”. Pe 15 iunie 2022, a fost lansată o a doua înfățișare cu Ryan Gosling ca Ken. În ciuda faptului că a observat asemănări între aspectul său din imagine și rolurile sale anterioare, The Guardian a afirmat că „există o șansă foarte mare ca acesta să fie rolul definitoriu al lui Gosling”.
Un stand dedicat lui Barbie a fost deschis la evenimentul CCXP⁠(d) din 2022 din São Paulo, Brazilia. Primul trailer teaser al filmului a debutat în timpul proiecțiilor de previzualizare a filmului Avatar: The Way of Water în decembrie 2022. A prezentat o parodie a secvenței de deschidere „Zoria omului” din filmul lui Stanley Kubrick din 1968 2001: O odiseea spațiului, în care Robbie (îmbrăcat în ținuta originală din 1959 a lui Barbie) imită un monolit extraterestru a cărui influență asupra istoriei păpușilor este povestită de Mirren. Împreună cu un afiș de teatru, trailerul teaser a fost lansat publicului pe 16 decembrie 2022. Rolling Stone a lăudat omagiul din 2001 și culorile vibrante ale trailerului și a remarcat despre conturarea vagă a intrigii: „Trebuie să ne întrebăm când, sau mai bine zis cum, va fi zguduit totul”.
Pe 4 aprilie 2023, douăzeci și patru de postere cu personaje ale mai multor Barbie și Kens prezentate în film - fiecare etichetat cu scurte descrieri - au fost distribuite pe conturile de socializare ale Barbie. Empire a remarcat: „S-ar putea să fi crezut că febra Multiverse va fi limitată în general la filme de benzi desenate și nu ar fi numit-o niciodată câștigători de Oscar [ Everything Everywhere All Once ]. Dar [...] se pare că filmul Barbie al Gretei Gerwig va inunda și ecranul cu variante, de data aceasta de păpuși de plastic Barbie și Ken”. Un al doilea teaser trailer a fost dezvăluit la scurt timp după lansarea posterelor. A prezentat o interpretare a cântecului surf rock din 1964 a lui Beach Boys „ Fun, Fun, Fun ”. The Washington Post a remarcat că teaser-ul „vizional izbitor” și „ polisemic ” a captivat mai multe persoane demografice datorită umorului, paletei de culori și a atracției intergeneraționale a păpușii Barbie. Un trailer oficial al filmului a fost lansat pe 25 mai 2023. Criticii s-au remarcat pentru tonul său existențial contrar muzicii optimiste. Ben Travis de la Empire a spus: „Sunt multe de discutat aici, nu în ultimul rând, că arată impecabil din punct de vedere vizual” și a speculat atenția premiilor Oscar pentru producția și designul costumelor sale.
Un flot de paradă a fost prezentat la Parada Mândriei WeHo⁠(d) din 2023 din Los Angeles pentru a promova filmul. Doi dintre membrii distribuției LGBTQ+, Alexandra Shipp și Scott Evans, au fost prezenți în timpul evenimentului.

## Lansarea
Barbie a avut premiera mondială la Los Angeles pe 9 iulie 2023, și este programată să fie lansată în cinematografe în Statele Unite ale Americii și Marea Britanie pe 21 iulie 2023, preluând data lansării inițiale a filmului Coyote vs. Acme⁠(d). Iterațiile anterioare ale proiectului au fost stabilite pentru 2 iunie 2017; 12 mai 2017; 29 iunie 2018; 8 august 2018; și 8 mai 2020.
Filmul urmează să fie lansat în aceeași zi cu Oppenheimer, un film biografic despre J. Robert Oppenheimer de Christopher Nolan. Datorită contrastului tonal și de gen dintre cele două filme, mulți utilizatori ai rețelelor sociale au început să facă meme și postări ironice despre modul în care cele două filme reprezintă un public diferit și cum cele două filme ar trebui privite ca un lungmetraj dublu. Tendința a fost numită „ Barbenheimer⁠(d) ”.